# Ichthyophis paucisulcus
La cecilia de Siantar (Ichthyophis paucisulcus) es una especie de anfibios gimnofiones de la familia Ichthyophiidae. Habita en Indonesia y Singapur.
Su hábitat natural incluye bosques tropicales o subtropicales secos a baja altitud, subtropical or tropical pantanos, ríos, corrientes intermitentes de agua, plantaciones, jardines rurales, zonas previamente boscosas ahora muy degradadas, tierra cultivable inundada por estaciones, canales y diques.